# Ítalo Ángel Piaggi
Ítalo Ángel Piaggi (San Fernando, Provincia de Buenos Aires; 17 de marzo de 1935-Buenos Aires, 31 de julio de 2012) fue un militar y escritor argentino que alcanzó el rango de coronel. Fue el jefe de la guarnición militar del Ejército Argentino en la localidad de Pradera del Ganso durante la guerra de las Malvinas, entre abril y mayo de 1982.

## Carrera
Ítalo Ángel Piaggi era un oficial egresado del Colegio Militar de la Nación y pertenecía al arma de infantería. Poseía además el diploma de Oficial de Estado Mayor (OEM) otorgado por la Escuela Superior de Guerra.

## Guerra de las Malvinas
Las fuerzas del ejército en ese lugar estaban agrupadas como «Fuerza de Tareas Mercedes» y consistieron en el Regimiento de Infantería 12 (RI 12), bajo el mando directo de Piaggi y dos compañías agregadas, una perteneciente al Regimiento de Infantería 25 (RI 25) y otra del Regimiento de Infantería 8 (RI 8).
Tras la batalla de Pradera del Ganso, librada contra fuerzas británicas entre el 27 y el 29 de mayo, el teniente coronel Piaggi decidió rendir la plaza al enemigo, luego de una breve reunión con sus subordinados y con el comandante de la Base Aérea «Cóndor», una pista de despegue de la Fuerza Aérea cercana al poblado. Aproximadamente 800 soldados bajo su mando, incluyendo a 202 efectivos de la base aérea, fueron hechos prisioneros.

### Después de la batalla
En 1986 escribió el libro «Ganso Verde» (inexacta traducción de Goose Green, donde «Green» hace referencia al color característico del arma del infantería a la cual él era parte y a «Ganso» por como él se sintió luego de la guerra por como fue tratado por el Ejército Argentino), donde hace una fuerte defensa de sus decisiones durante la guerra y critica la falta de apoyo logístico por parte del Comando en Jefe del Ejército en Puerto Argentino. Según Piaggi, la potencia de fuego de la Fuerza de Tareas Mercedes estaba disminuida en un 72 % en lo que respecta a artillería, morteros y ametralladoras pesadas.

## Fallecimiento
El coronel Ítalo Ángel Piaggi falleció el 31 de julio de 2012.